# Anthodon
Anthodon är ett släkte av benvedsväxter. Anthodon ingår i familjen Celastraceae.
Kladogram enligt Catalogue of Life:
| Anthodon | \| \| Anthodon decussatum \| \| \| \| \| \| Anthodon panamensis \| \| \| \| |
|          | \| \| Anthodon decussatum \| \| \| \| \| \| Anthodon panamensis \| \| \| \| |
|          | Anthodon decussatum                                                         |
|          |                                                                             |
|          | Anthodon panamensis                                                         |
|          |                                                                             |